# Compsoctena ursulella
Compsoctena ursulella är en fjärilsart som beskrevs av Walker 1863. Compsoctena ursulella ingår i släktet Compsoctena och familjen Eriocottidae. Inga underarter finns listade i Catalogue of Life.